# Kaspars Kambala
Kaspars Kambala (Riga, 13 dicembre 1978) è un ex cestista e pugile lettone.

## Carriera
Ala/pivot di 206 centimetri, si caratterizzava per la sua aggressività in campo e, fisicamente, per la sua testa spesso pelata.
Maturato cestisticamente in patria e negli Stati Uniti, nel 2001 firma per l'Efes Pilsen dove resta per due anni debuttando anche in Eurolega. Nel 2003 gioca con il Real Madrid, mentre nel 2004 è all'UNICS Kazan.
Nel 2005 passa al Fenerbahçe Istanbul, ma dal 13 dicembre 2006 al 12 dicembre 2008 viene squalificato per doping (positività alla cocaina). Durante il periodo di inattività Kambala intraprende la carriera di pugile: disputa quattro incontri a Las Vegas, vincendone tre e pareggiandone uno.
Terminata la squalifica torna nel mondo del basket, e nel gennaio del 2009 passa in Russia all'Enisey Krasnojarsk. Poi si trasferisce in Bulgaria, Turchia, Iran e nuovamente Turchia.

## Palmarès
- Campionato turco: 2

Efes Pilsen: 2001-2002, 2002-2003
- Coppa di Turchia: 1

Efes Pilsen: 2001-2002